# Catedral de Estrasburgo
La catedral de Notre-Dame de Estrasburgo es una iglesia catedral católica situada en el centro histórico de la ciudad francesa de Estrasburgo. La catedral, como la práctica totalidad de las catedrales góticas, está consagrada al culto de la Virgen María, restablecido desde finales del siglo XVII tras el periodo de culto protestante iniciado en el siglo XVI. Fue declarada Patrimonio de la Humanidad por la Unesco en 1988.
El edificio, propiedad del Estado francés que lo declaró Monumento Histórico en 1862 y sede de la diócesis de Estrasburgo, fue construido a lo largo de cuatro siglos, entre el 1015 y el 1439, y es considerado un ejemplo destacado de la arquitectura del arte gótico tardío, acumulando por la maestría de diferentes arquitectos venidos sucesivamente de Borgoña, el reino de Francia y del Sacro Imperio para su construcción que combinaron los estilos de obras como las de Sens, una de las primeras del gótico, Chartres, Notre-Dame de París, Notre-Dame de Reims y otras de Suabia o Bohemia.
Su única torre campanario o flèche que culmina a 142 metros de altura, constituyó la obra arquitectónica más alta del mundo (ligeramente más alta que la Gran Pirámide de Giza) durante más de dos siglos, hasta la construcción de la Torre Eiffel en París en 1887.
Reflejo de la vida artística de la ciudad y testigo de su devenir histórico desde la Edad Media, Notre-Dame de Estrasburgo sufrió las consecuencias de la rivalidad franco-alemana durante el asedio de 1871 y de los horrores de la Segunda Guerra Mundial durante los bombardeos de la aviación aliada de 1944.
En 1956, el Consejo de Europa hizo de ella símbolo de la reconciliación y de la construcción europea al ofrecerle una de las obras que decoran su coro, siendo escenario de las celebraciones del bimilenario de la ciudad en 1988 durante la visita del papa Juan Pablo II.
En 2001, poco antes de los Atentados del 11 de septiembre de 2001 en Estados Unidos, fue desarticulada una célula terrorista que planeaba un atentado con explosivos en la catedral durante la celebración del tradicional mercado de Navidad.

## Historia

### Orígenes: catedral merovingia (510-1015)

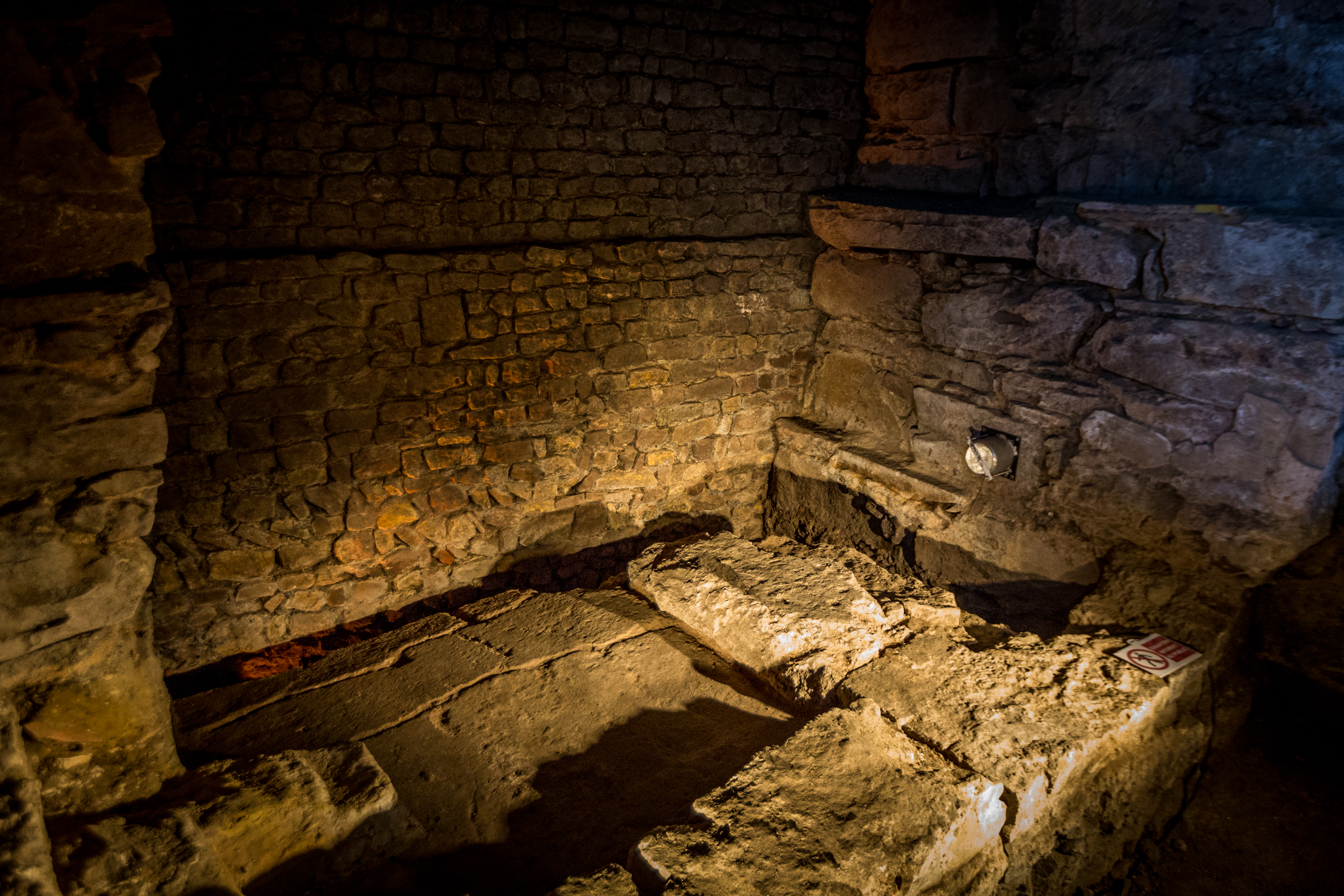
Los cimientos de la catedral de Estrasburgo bajo la capilla de San Lorenzo.

Según la tradición, entre el siglo III y el siglo IV se creó en la entonces Argentoratum una sede episcopal desde donde se organizó la conversión al cristianismo de la región, en especial la del pueblo germano de los alamanes, que ocupó el territorio durante el siglo V, labor en la que se distinguieron los obispos Argobasto y Florencio. Tras la refundación de la ciudad hacia el 500 por los merovingios del rey Clodoveo I con el nombre de Strateburgum, el poder de la ciudad fue confiado progresivamente a los obispos de Estrasburgo y en 510 se construyó una primera catedral, de la cual todavía no se han recuperado ni restos ni indicios de su emplazamiento.
En el año 1002, durante la guerra de sucesión al Imperio, la ciudad gobernada por el obispo Wernher I de Habsburgo, que había sido nombrado por Otón III, fue asediada y sometida al pillaje de las tropas del duque Herrmann de Suabia, contrarias a la elección de Enrique II amigo personal del obispo, incendiando la catedral de la época carolingia.

### Reconstrucción en basílica y primeras ampliaciones (1015-1240): del románico al gótico

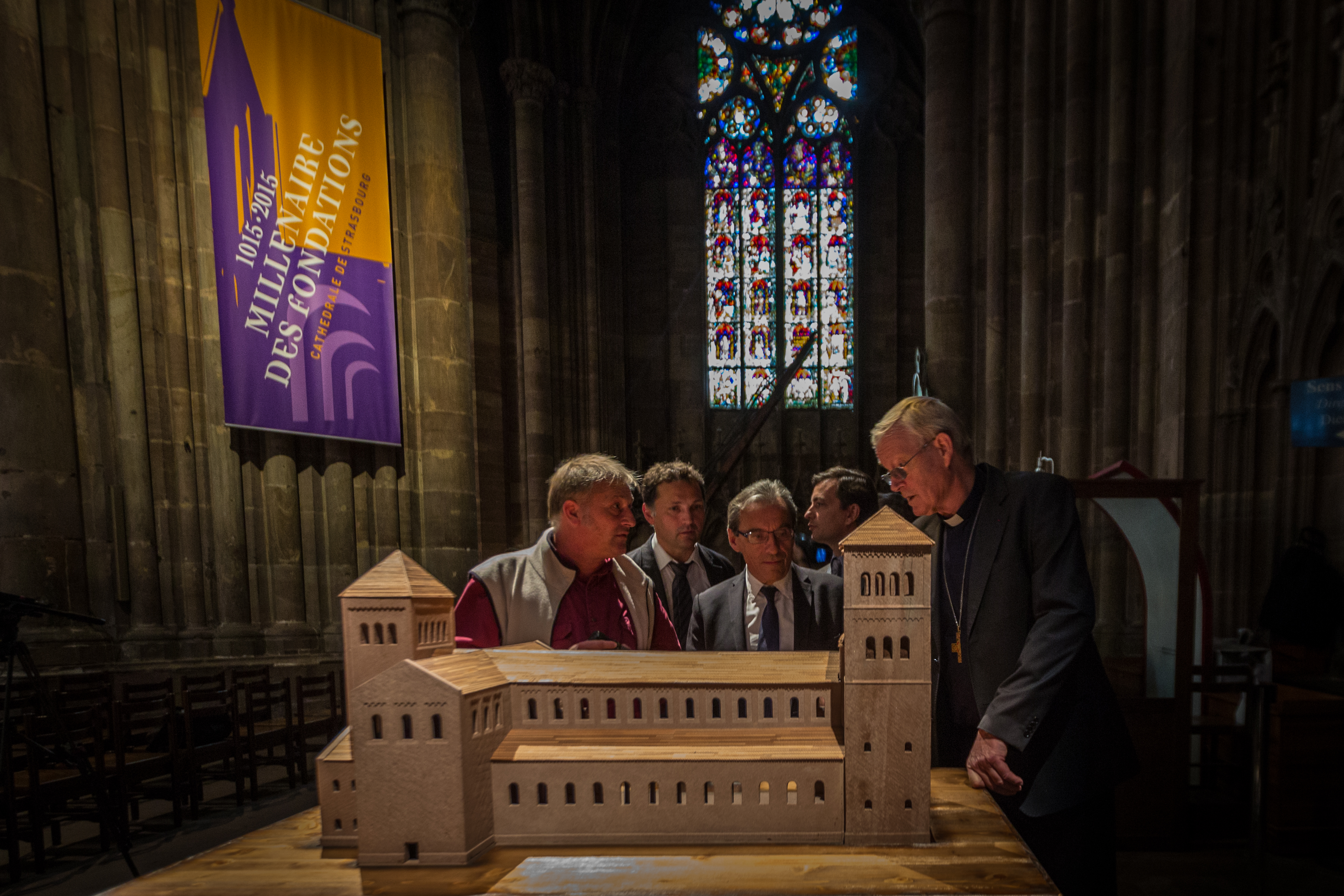
Maqueta de la catedral otoniana, anterior a la obra gótica.

Tras la destrucción causada por los smeneabos, Wernher I de Habsburgo decidió en 1015 reconstruir un nuevo edificio sobre la base de una basílica de grandes dimensiones que sería la precursora de la catedral de Notre-Dame, según se concluyó de las prospecciones arqueológicas de 1907, 1959 y 1968. A la muerte de Wernher de Habsburgo en 1028, durante una misión embajadora en Constantinopla, el edificio consagrado en 1031 fue terminado por el obispo Guillermo hacia 1050 y destacado según las crónicas, por sus dimensiones junto a su contemporánea de Maguncia, entre las más grandes iglesias del Sacro Imperio.
Hacia 1135 se acometieron los primeros trabajos de ampliación de la basílica, comenzando por la sección de la cripta hacia el oeste, área en la que perduraron las obras hasta el 1150. A partir de 1180, como consecuencia del incendio de 1176 o por deseo expreso de las autoridades de acuerdo con la tendencia marcada por las otras ciudades episcopales del valle del Rin, los trabajos de reforma adquirieron progresivamente mayor magnitud. Se iniciaron entonces las ampliaciones del coro y de la nave transversal, la capilla de San Juan, donde se depositaría más tarde la tumba del obispo Conrado III de Lichtenberg (1273-1299), y hacia 1190, de la capilla de San Andrés Apóstol. La reforma del Transeptum, por su naturaleza arquitectónica central, condicionó el desarrollo posterior de las obras en las otras secciones de la catedral y, en especial, de la nave central. El maestro encargado de dirigir las obras desarrolló los bajos relieves del muro oriental del brazo norte, pero tras ser relevado por un nuevo maestro, este abandonó la sección y se orientó hacia el coro y el crucero, que fueron ejecutados en un estilo románico tardío a imagen del emprendido en Worms y Basilea. Al término de esta ampliación, el maestro fue sustituido hacia principios del siglo XIII por un tercer nuevo maestro que retomó la obra del brazo norte del Transeptum, erigiendo una enorme columna que lo divide en cuatro mitades cubiertas de arcos ojivales, y completando la arquería decorativa de la fachada norte, en el estilo tradicional que había caracterizado la arquitectura renana desde el siglo XII.

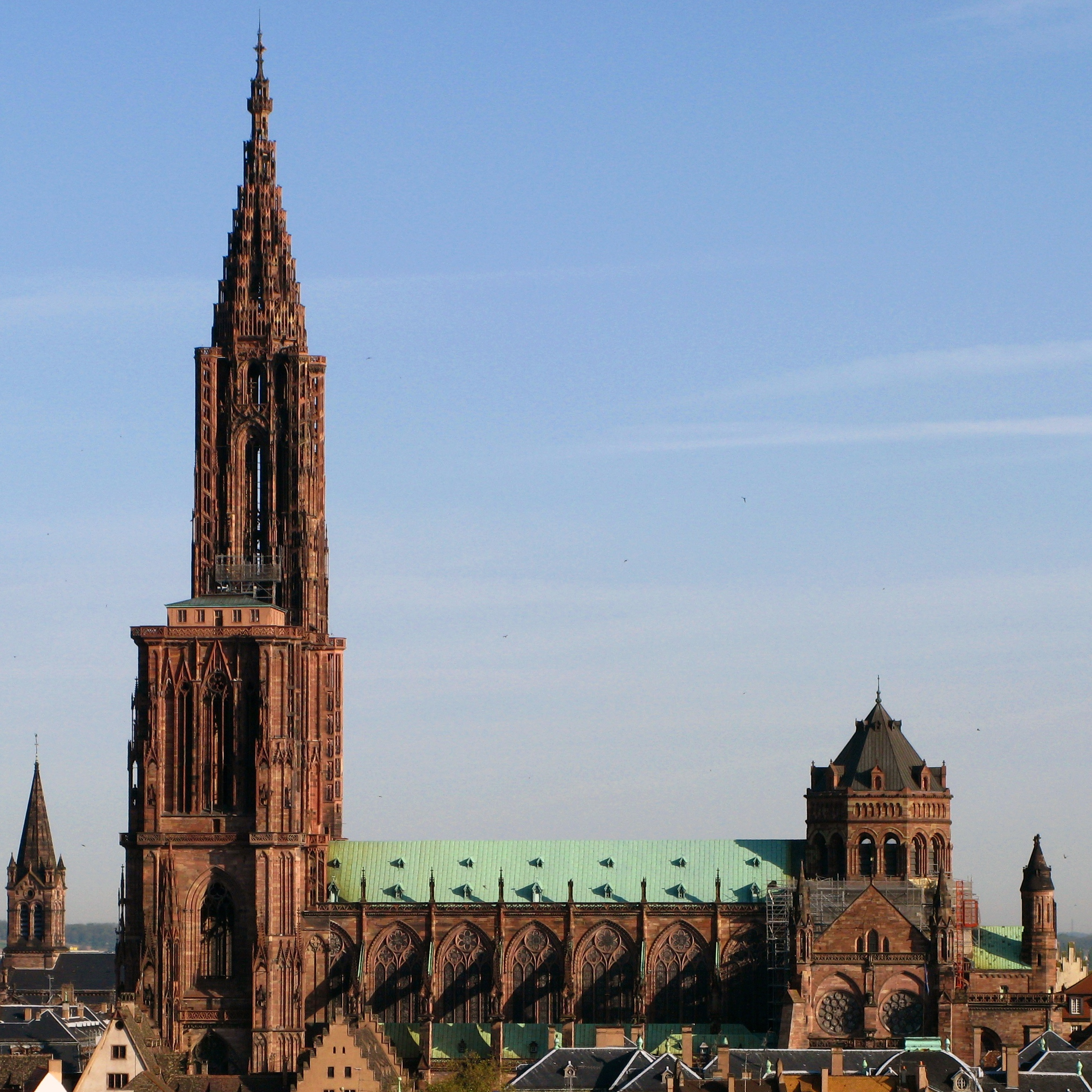
Vista panorámica de la catedral.

La importancia y resultado de todas estas obras se manifestó en una carta episcopal conservada de 1200 en la que se afirmaba: "La iglesia es reconstruida en un mejor estado".
Esta campaña de ampliación, que se extendió de 1180 a 1240, coincidió con el periodo de la historia de la Arquitectura europea en el cual los gustos estilísticos evolucionaron del románico hacia el Arte gótico. El obispo Henri de Veringen (1202-1223) y, en particular, su sucesor Berthold de Teck (1223-1244) introducirían el nuevo estilo gótico al contratar los servicios para intervenir en los trabajos de nuevos diferentes maestros provenientes de las regiones del reino de Francia, Isla de Francia y Champaña, así como de la Borgoña, y cuya diversidad de criterios se constata por la heterogeneidad de las realizaciones ejecutadas en las partes orientales del edificio, en particular en las vitrinas.
El primero de estos maestros llegó hacia 1220, quien formado en el arte pregótico e influenciado por las corrientes del arte de Borgoña, empezó la ampliación del brazo sur de la nave transversal, logrando un efecto de mayor monumentalidad al elevar el nivel sus naves laterales.
Este arquitecto fue reemplazado hacia 1230-1240 por el primer maestro que introducirá definitivamente el estilo gótico y a quien se debe la "columna de los ángeles" o "columna del Juicio" (pilier des anges o pilier du Jugement) con que se remató la ampliación del Transeptum. La columna es una obra única, en un estilo inspirado en las catedrales de Sens y Chartres.

### Apogeo del gótico: la nave central y el frontispicio (1250-1399)

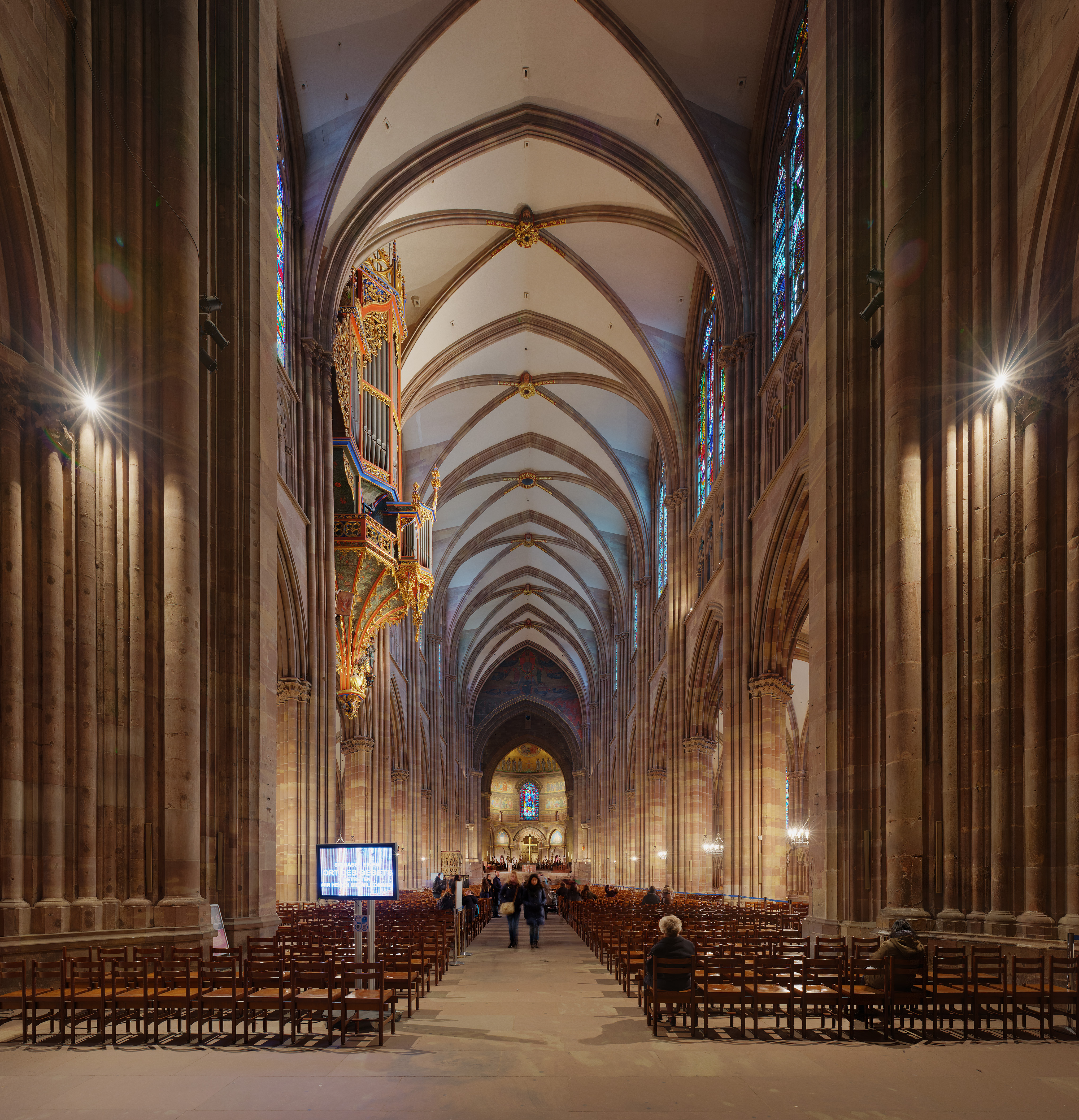
Nave central de la catedral

Después del viaje del obispo Berthold de Teck a las ciudades de París y Reims, el estilo gótico es confirmado a imagen de las catedrales de Notre-Dame de París y de Notre-Dame de Reims en la ampliación de la nave y los trabajos para su decoración, a pesar de una crisis financiera que debió de forzar un parón en los trabajos hacia principios de 1240. Desde 1282 el concejo de la ciudad se encargó de administrar la obra y gestionar la Oeuvre de Notre-Dame, mostrando el interés creciente de la burguesía local por el progreso de la catedral tras aportar los fondos necesarios para construir desde 1277 la fachada principal. La nave fue acabada en 1275, durante el gobierno del obispo Conrad de Lichtenberg (1273-99), emprendiéndose la decoración del frontispicio o fachada oeste. En 1284, el maestro Erwin von Steinbach diseñó el rosetón supervisando sus trabajos hasta su muerte en 1318, tras la cual su propio hijo, Jean Erwin, inició la elevación del segundo nivel de las torres por encima del rosetón y la revalorización del mural de las partes bajas de la fachada, trabajos que duraron hasta 1339.
De 1341 a 1372 la obra es dirigida por el maestro Gerlach, quien termina las dos torres hasta el nivel de la plataforma en 1365 y construye la arcada por encima del rosetón, instalando una serie de estatuas dedicadas a los apóstoles.
Entre 1356 y 1357, un terremoto que afectó al valle del Rin provocando graves daños en la catedral de Basilea, obligó a reconsiderar los planes de construcción del lateral de las torres.

### Culminación de la obra y elevación de la torre (1399-1439)

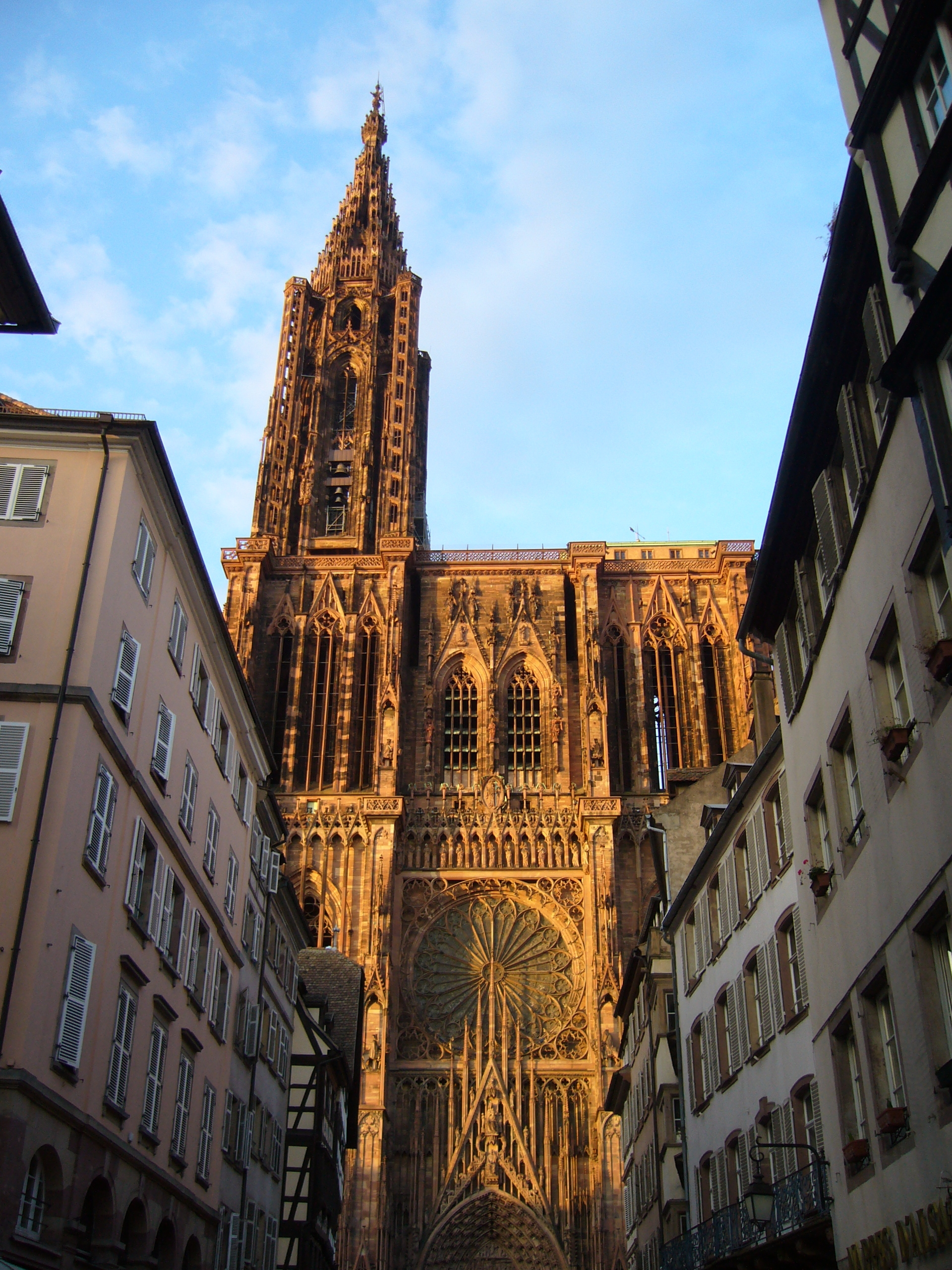
Torre desde la rue Mercière

En 1399, es llamado desde Ulm para participar en la obra el prestigioso arquitecto imperial, Ulrich von Ensingen, que había participado en la construcción de la Catedral de Ulm y a quien se debe el proyecto de la elevación de la gran torre campanario norte de una altura doble que la de la fachada de entonces. A la muerte de Ulrich en 1419, la base octogonal de la torre estaba terminada pero su sucesor, el maestro Jena Hultz de Colonia, modificaría el proyecto original que remataría la construcción de la flèche (la flecha) según el gusto de la época por las catedrales con una única torre. Ésta fue concluida en 1439 y coronada de una cruz a 142 metros de altura, lo que convirtió a la catedral de Estrasburgo, terminada para entonces, en el edificio más alto de la cristiandad. Con la destrucción en 1647 de la aguja de la iglesia protestante de Santa María en Stralsund, pasó a ser el edificio más alto del mundo.

### Proyectos posteriores,sigloXVIasigloXIX
En 1490 y 1666 se consideraron varios proyectos en vistas a construir una torre campanario gemela en la orientación sur que fueron desestimados. El rey Luis XIV de Francia retomaría la misma idea consultando a Vauban y nuevamente a lo largo del siglo XIX se pensaría en esa construcción, que finalmente nunca fue emprendida.
Durante el primer cuarto del siglo XVI se acometieron ampliaciones menores pero de relevancia artística, como la construcción de la sacristía de Saint Laurent acabada en 1505 y que acogió la tumba del obispo Guillermo de Honstein, las 10 estatuas de la Adoración de Hans von Ache hacia 1503 o la capilla de Santa Catalina de 1521.

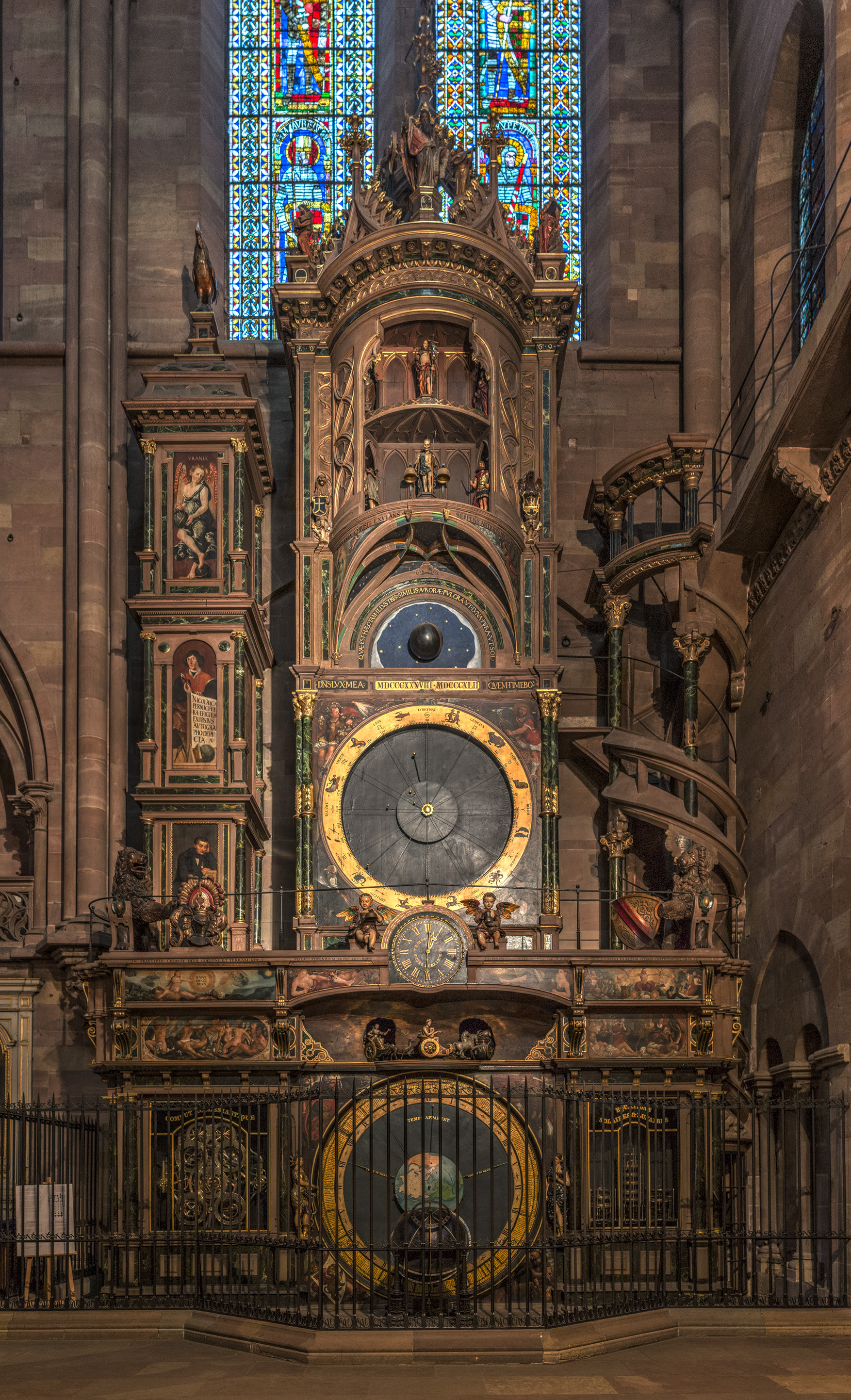
Reloj astronómico de Estrasburgo

A partir del 1521, la Reforma protestante consagró la catedral al culto predominante luterano que provocó, sin embargo, la pérdida de gran parte del mobiliario eclesiástico hacia 1529. En 1571, Hans Thomann Uhlberger finalizó el montaje del reloj astronómico en estilo tardogótico de 18 m de altura.
Tras la anexión de Estrasburgo a la corona de Francia en 1681, el culto católico fue restituido y durante el siglo XVIII se realizaron algunos trabajos sobre el coro y se construyó la sacristía del Gran capítulo, obra de Joseph Massol, arquitecto a quien se debe también el Palacio de los Rohan.
Aunque ya en la Edad Media el edificio reclamó algunos trabajos de restauración debido a deficiencias y accidentes, es especialmente a partir del siglo XIX que se multiplican las intervenciones de mantenimiento de manera permanente.
Durante la Revolución francesa, el 6 de diciembre de 1793 la catedral fue saqueada y redecorada para servir de Templo de la Razón, siendo numeroso el mobiliario artístico finalmente destruido por el fuego el 22 de febrero de 1794. 35 esculturas de personajes monárquicos fueron derribadas pero que después se reconstruyeron y restituyeron progresivamente entre 1811 y 1900 mientras se enriquecía el decorado con nuevas estatuas ecuestres.
Transferida su propiedad al Estado francés, en 1862 fue catalogada como Monumento histórico de Francia.

### Trabajos de restauración y acontecimientos delsigloXX
Entre 1907 y 1926 se efectuaron trabajos de asentamiento de las bases de la torre norte de 1928 a 1974. En 1985 se reparó completamente la fachada occidental pero se constató el progresivo deterioro del material de grés rosáceo por la erosión. Desde entonces, el Servicio de Monumentos Históricos del Estado francés colabora con el Servicio de arquitectura de l'Oeuvre de Notre-Dame, constituido expresamente para la vigilancia y conservación del edificio.
En octubre de 1988 y con ocasión de la celebración del bimilenario de la ciudad fundada como Argentoratum, el papa Juan Pablo II visitó la catedral y dirigió un oficio religioso en el que se celebró la reconciliación franco-alemana
El 6 de abril de 2001, pocos meses antes de los Atentados del 11 de septiembre de 2001 en Estados Unidos, fue desarticulada en Alemania e Italia una célula terrorista compuesta por 6 personas que fueron acusadas de planear un atentado con explosivos en la Catedral de Estrasburgo, durante la celebración del Marché de Noël por orden de Osama bin Laden.

## Exterior

### Frontispicio

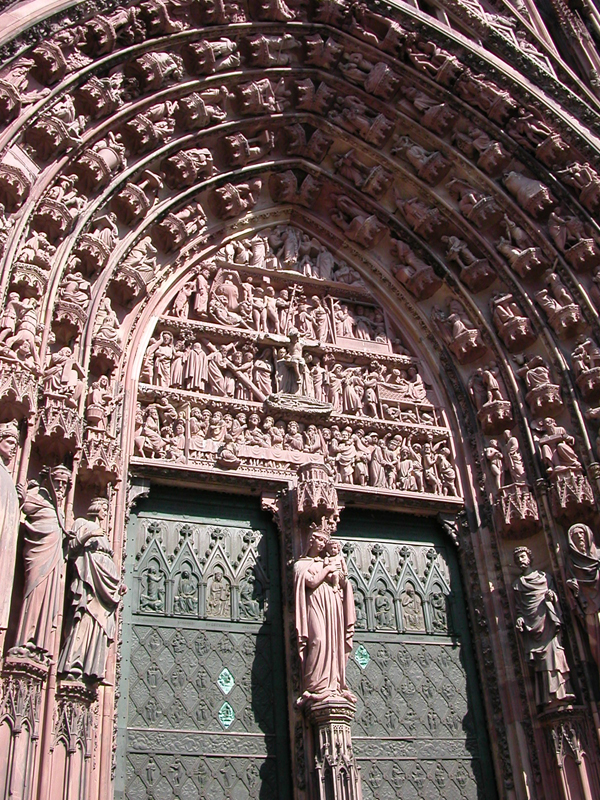
Detalle del portal central, la imagen de la Virgen con el Niño y la Pasión de Cristo.

El frontispicio o fachada principal es uno de los elementos de la Catedral de Notre-Dame más ricamente ornamentados, donde destacan los tímpanos que rematan los tres portales decorados con diversos grupos escultóricos inspirados en hechos de la vida de Cristo y que se coronan cada uno por un doble gablete. El rosetón, obra de Erwin de Steinbach, surge como elemento central de simetría y es único en su género, ya que los motivos decorativos se inspiran en espigas de trigo en vez de las tradicionales imágenes religiosas, tal que simbolizan el poder económico y comercial de la ciudad en la época de su construcción. En la parte inferior del rosetón destaca el rico grupo escultórico llamado "galería de los apóstoles".
El tímpano del portal central lo ocupa la Pasión de Cristo, rodeada de esculturas representativas de diversos profetas y mártires en torno a escenas del antiguo y nuevo Testamento. Una escultura de la Virgen con el Niño en el pilar central recuerda la figura de Notre-Dame a la que se encuentra consagrado el culto, mientras que en la parte superior del tímpano destaca la figura del Cristo Rey y Juez rodeado de varios leones músicos.
El portal norte, situado a la izquierda del frontispicio, muestra en su base un conjunto de imágenes femeninas denominadas "las virtudes triunfan sobre los vicios". El tímpano contiene escenas de la infancia de Jesús de Nazareth además de figuras de ángeles y personajes diversos.
El portal sur, a la derecha del espectador, lo domina la escena de las "vírgenes prudentes", que sostienen cada una lámpara de aceite junto con las Tablas de la Ley al lado de la imagen del "esposo ideal", en oposición a las "vírgenes necias" que, cerrando las Tablas y volcando sus lámparas, se ofrecen al "Tentador", figura masculina, que sostiene la manzana prohibida y cuyo hábito se encuentra cubierto de reptiles. El tímpano de este portal representa escenas del Juicio Final y en su base se muestran las imágenes de los signos del Zodiaco junto con escenas de la vida de las labores del campo.

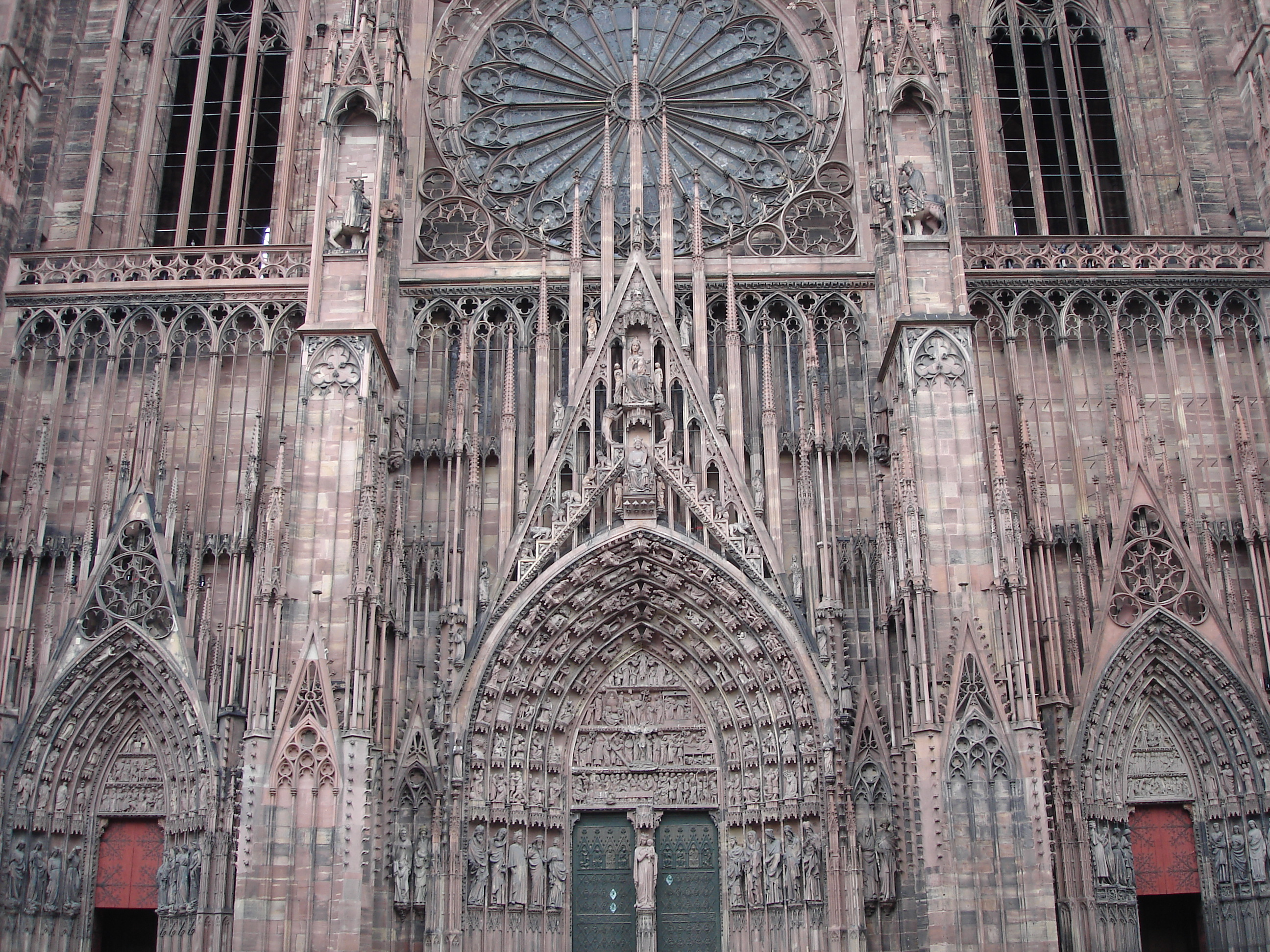
Frontispicio
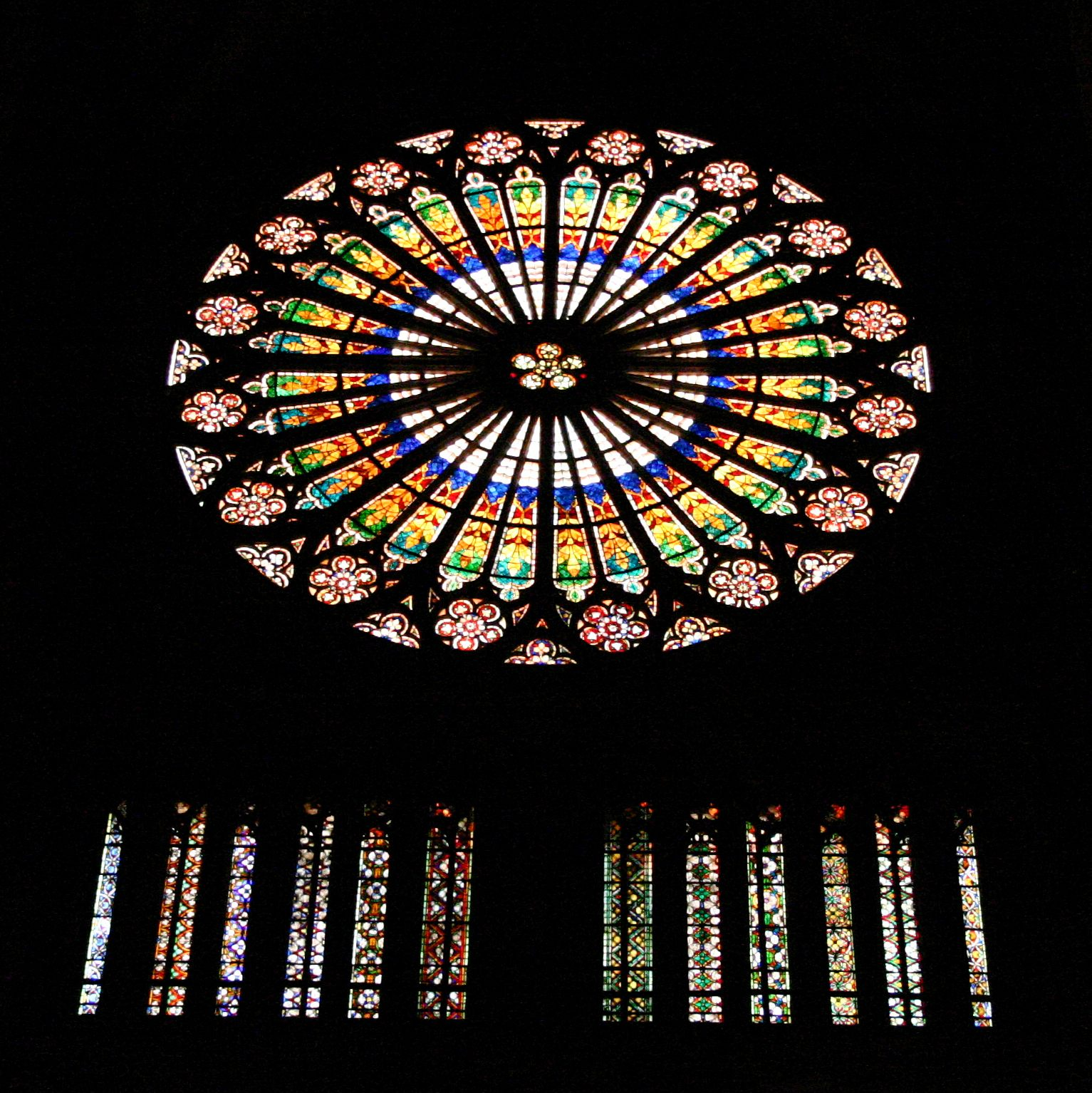
Rosetón (con unos 15 metros de diámetro, uno de los rosetones góticos más grandes de Europa)
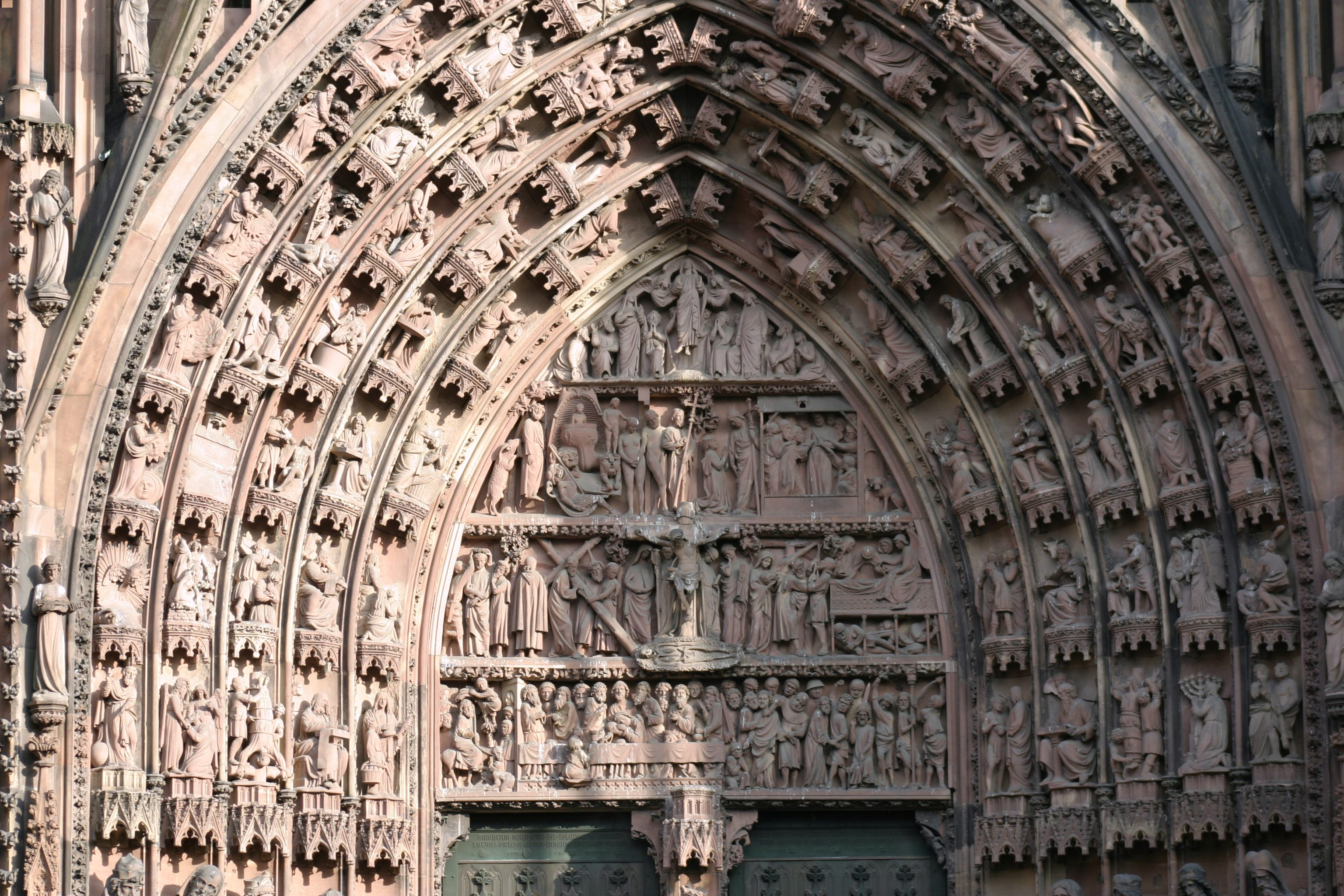
Tímpano del portal central
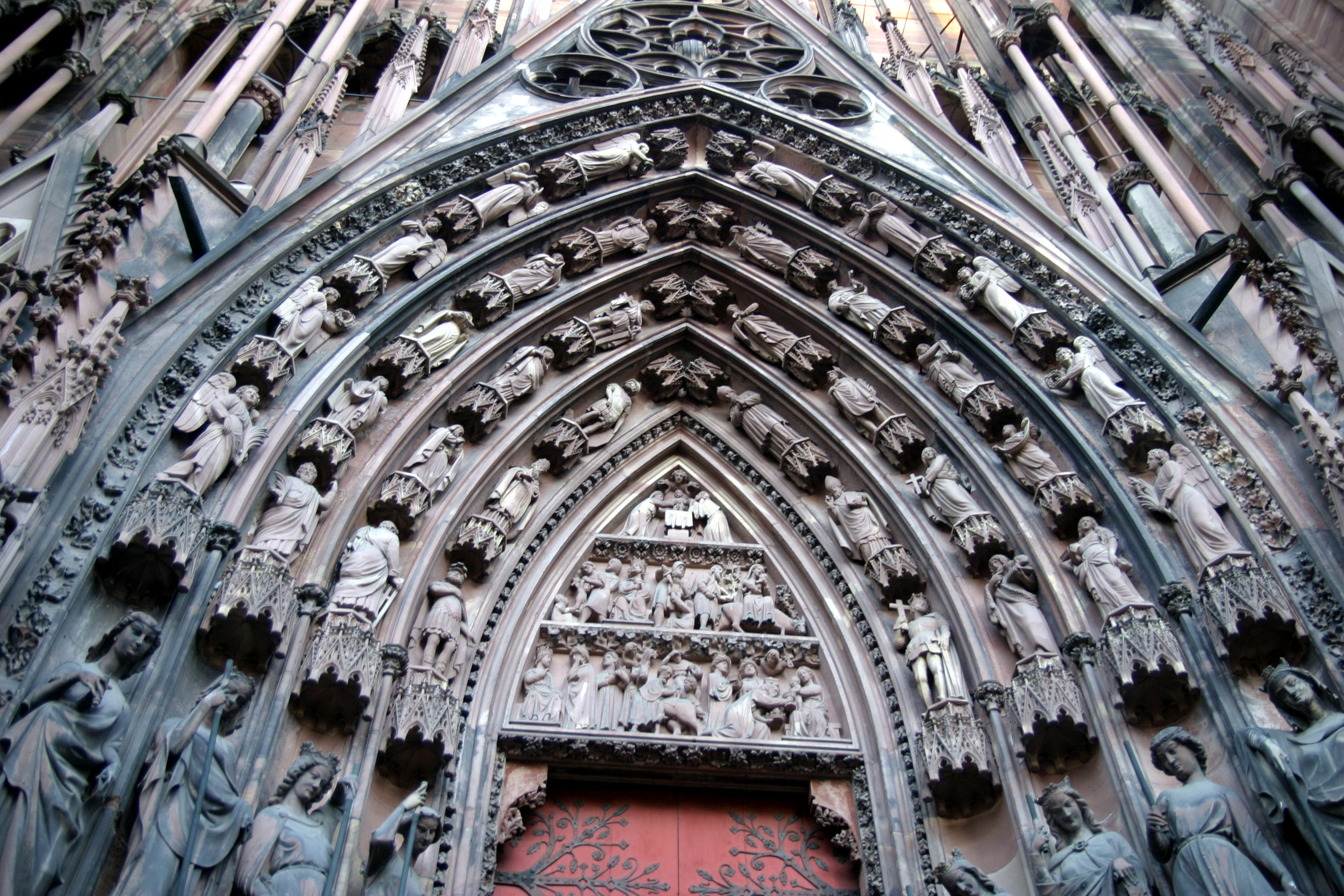
Tímpano del portal norte
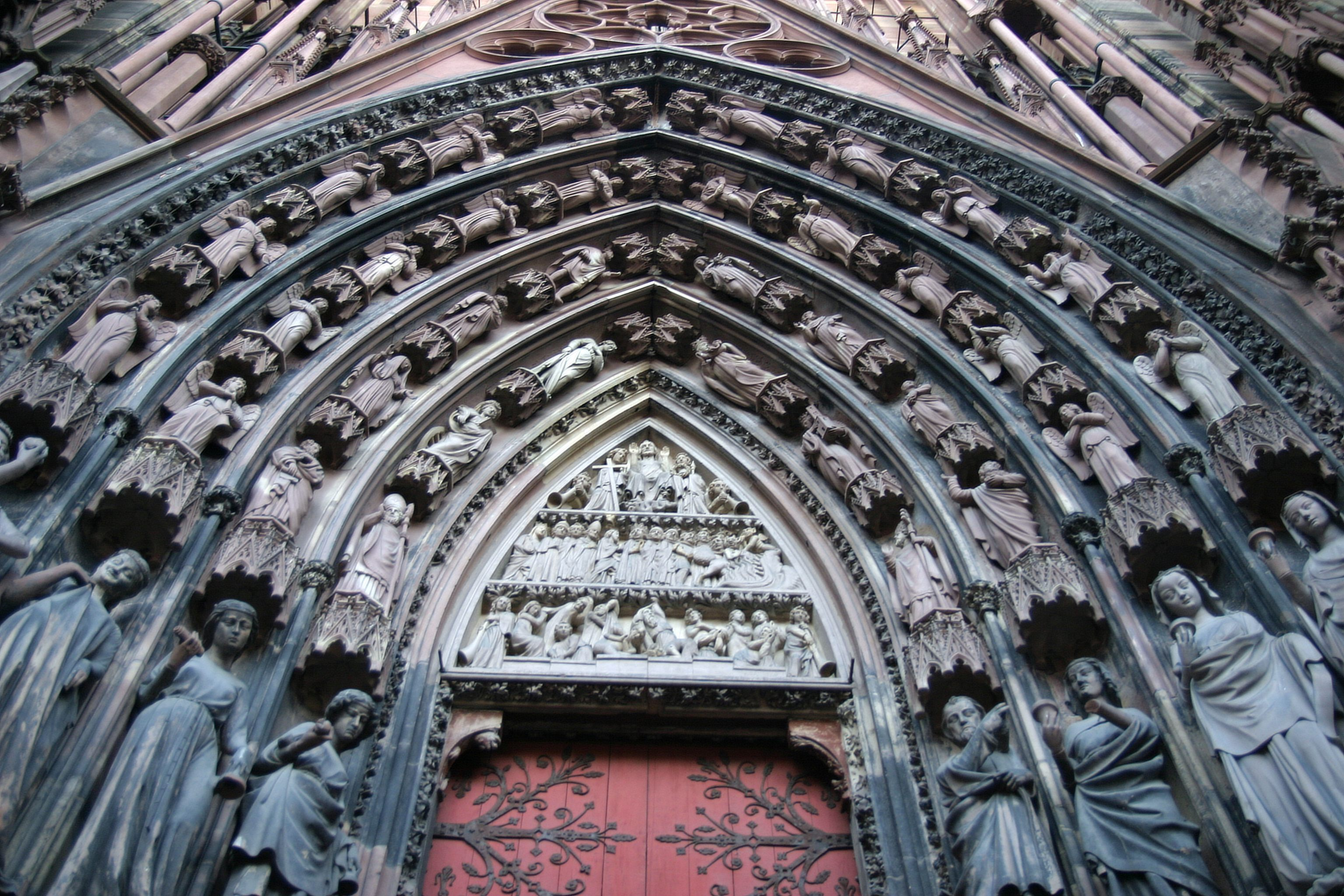
Tímpano del portal sur

### Portales laterales

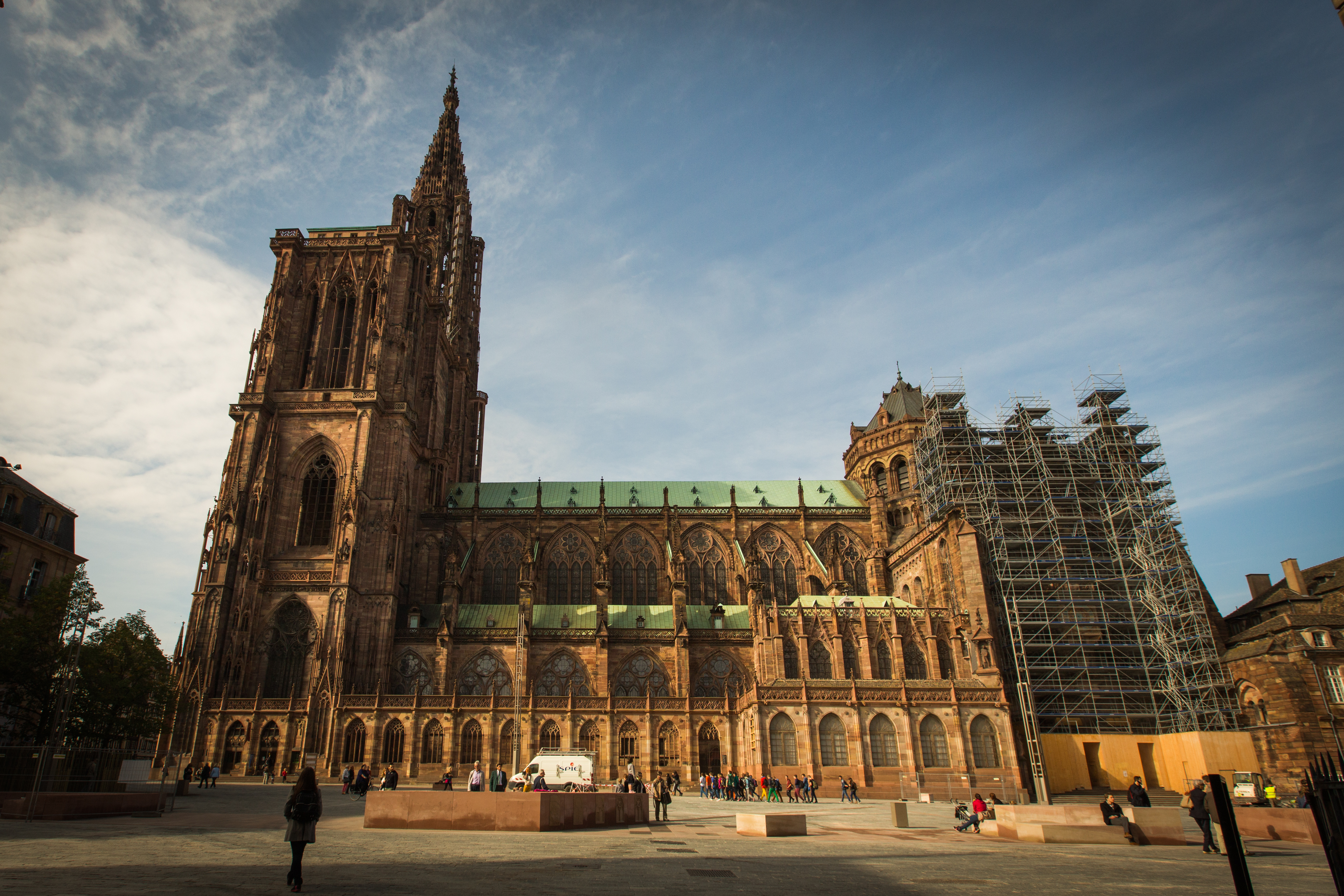
Fachada sur de la catedral.

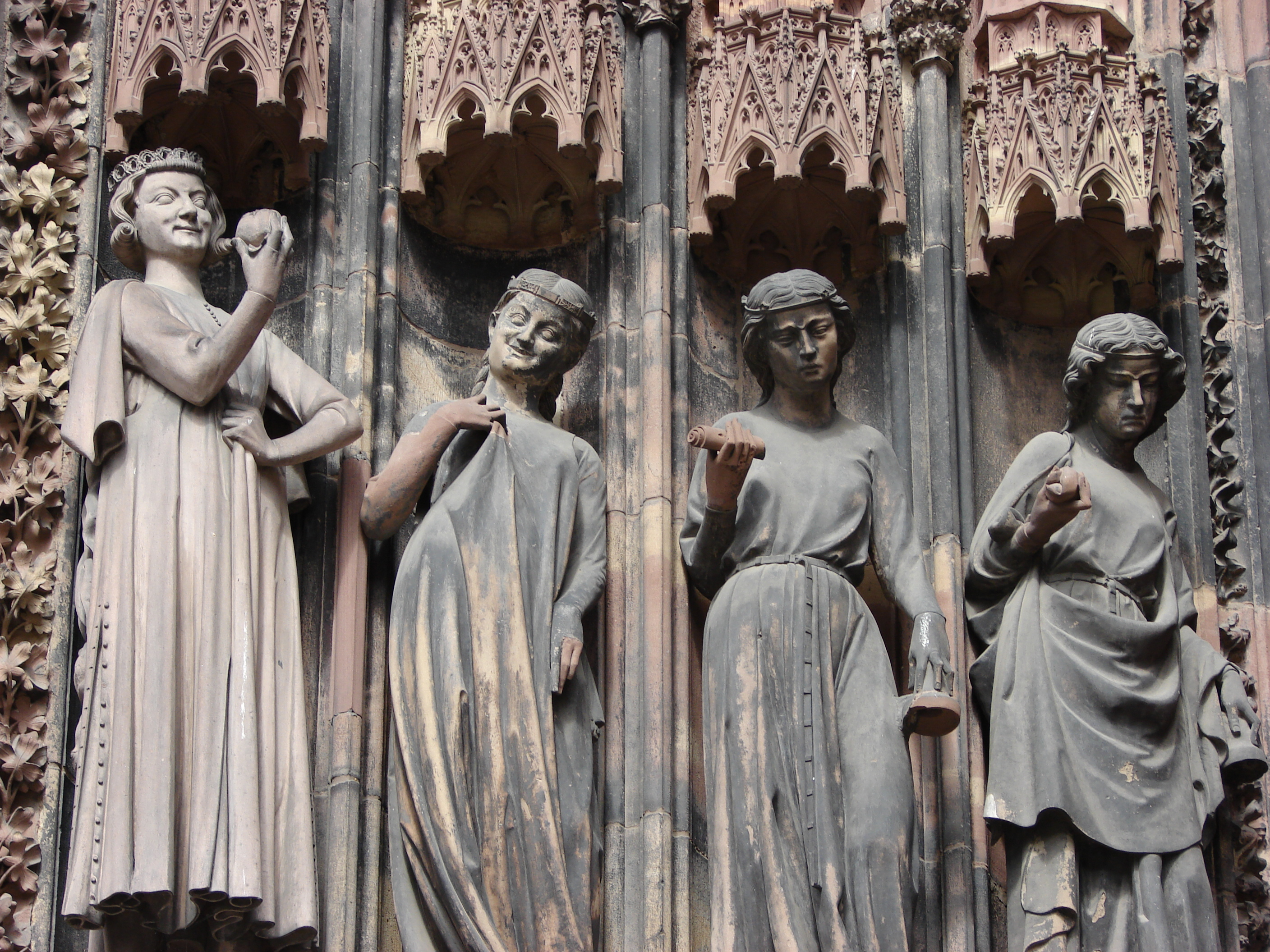
Detalle del portal sur, las vírgenes necias y el "Tentador"

En cada extremo del transepto, en orientación norte y sur, se encuentran los dos portales laterales de la catedral de Notre-Dame. El portal norte recibe el nombre de San Lorenzo por encontrarse decorado con una imagen del martirio de San Lorenzo sobre una parrilla rectangular, es de estilo gótico tardío por influencia de los maestros provenientes del Sacro Imperio que participaron en su construcción, posterior a la del frontispicio.
En el lado sur, el portal llamado del "Juicio" es el más antiguo de los dos laterales, como manifiesta por su estilo románico y está decorado por tres imágenes que representan a la Iglesia, coronada y que sostiene una cruz y un cáliz, la Sinagoga, con los ojos vendados, y al rey Salomón de Israel, que elevando dos pequeñas figuras evoca en su conjunto al célebre veredicto. A las esculturas alegóricas femeninas que se las conoce en latín como Ecclesia et Synagoga; en la teología medieval, ellas simbolizaban a la fe y las comunidades de creyentes (y no a sus respectivos templos). El portal debe su nombre tanto al motivo escultórico como a ser el lugar mismo donde tradicionalmente los obispos de Estrasburgo mantenían su tribunal. En los meses de invierno, se celebraba también una feria que con el tiempo se convertiría en el marché de Noël (mercado de Navidad) que congrega a numerosos visitantes durante el mes de diciembre en la explanada frente a la fachada principal.
En un lateral, se localiza una representación de una joven con las herramientas típicas de los talladores de piedra que según una tradición, es la imagen de Sabine, la hija de Erwin de Steinbach.

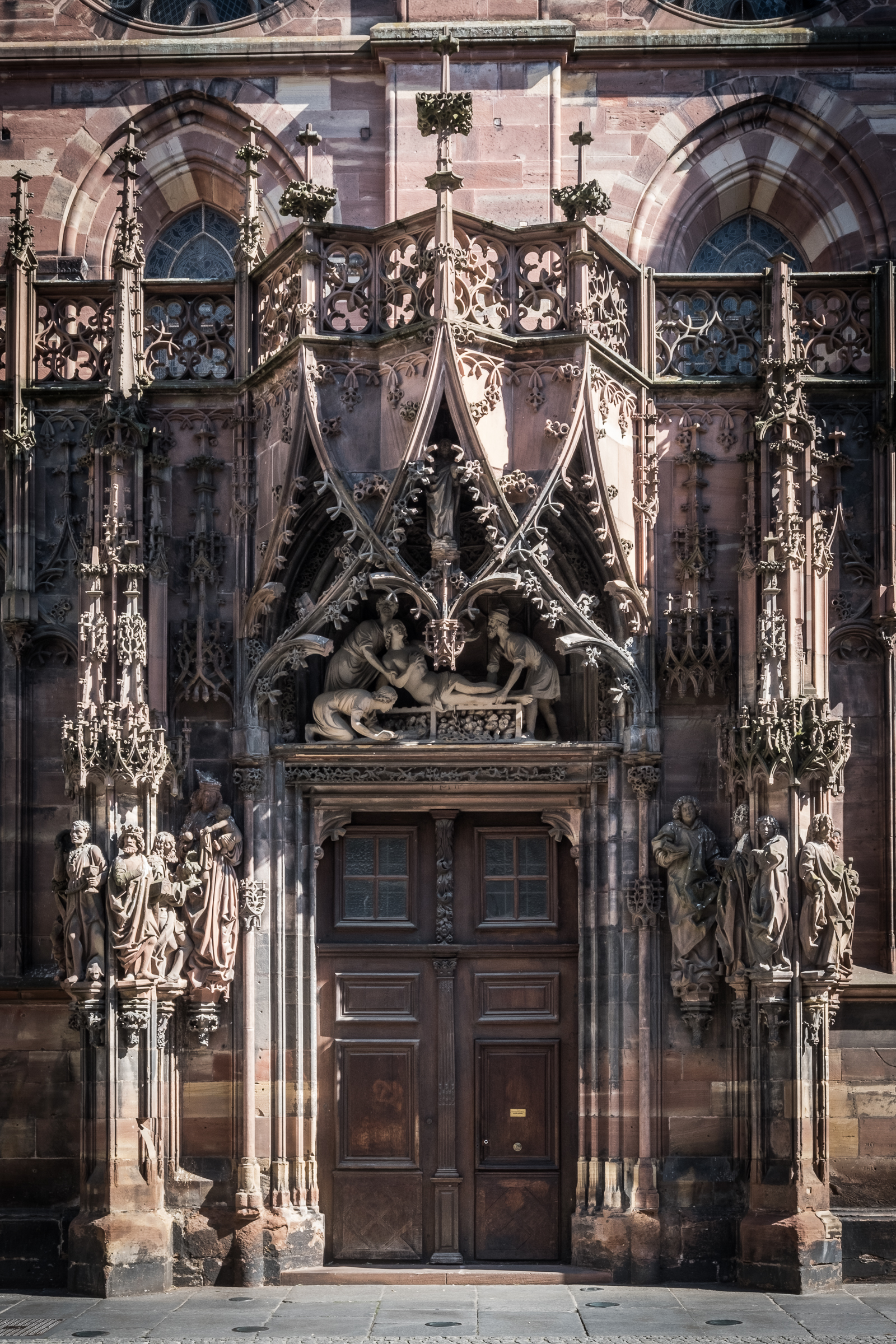
Portal de San Lorenzo
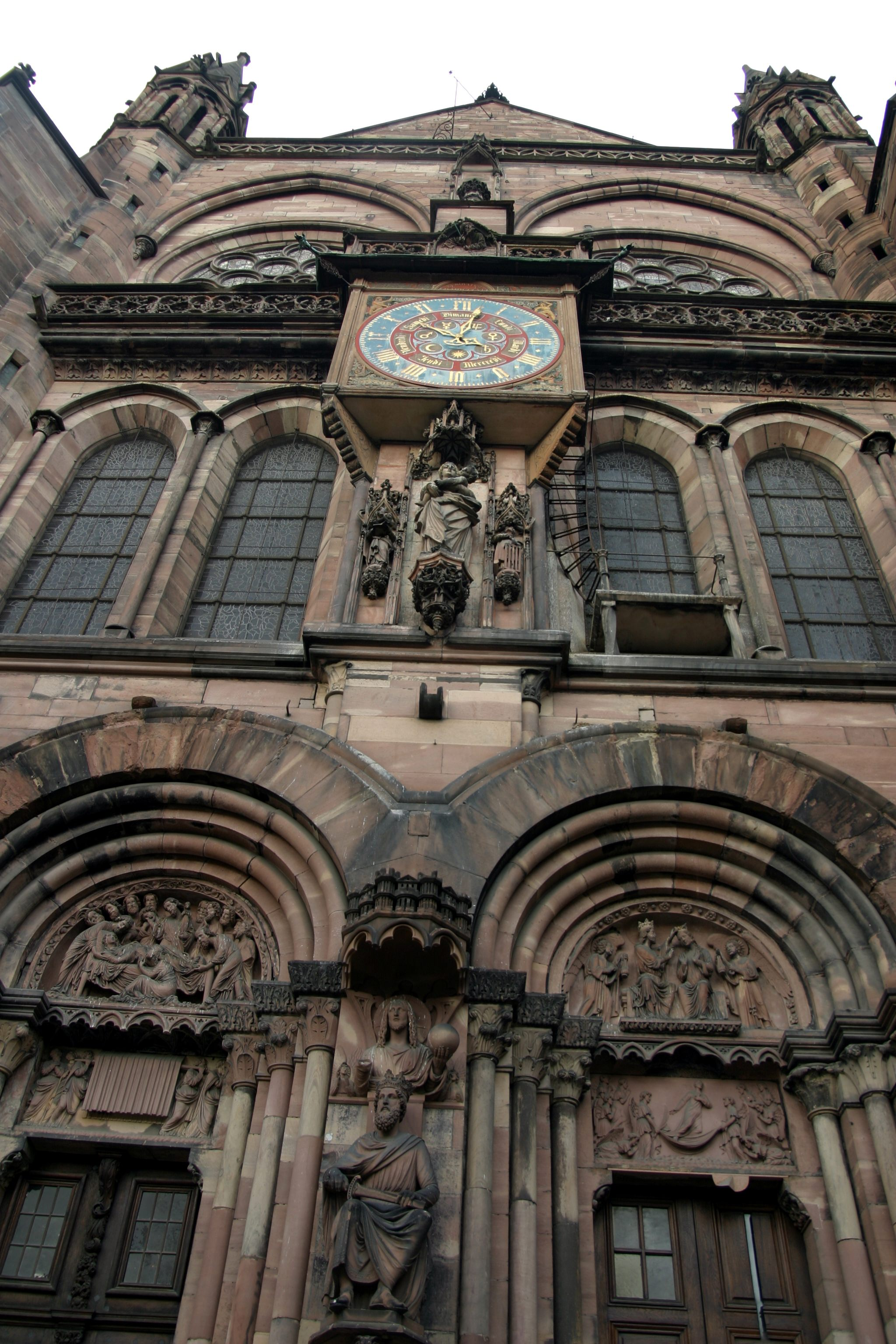
Portal lateral sur, de estilo románico
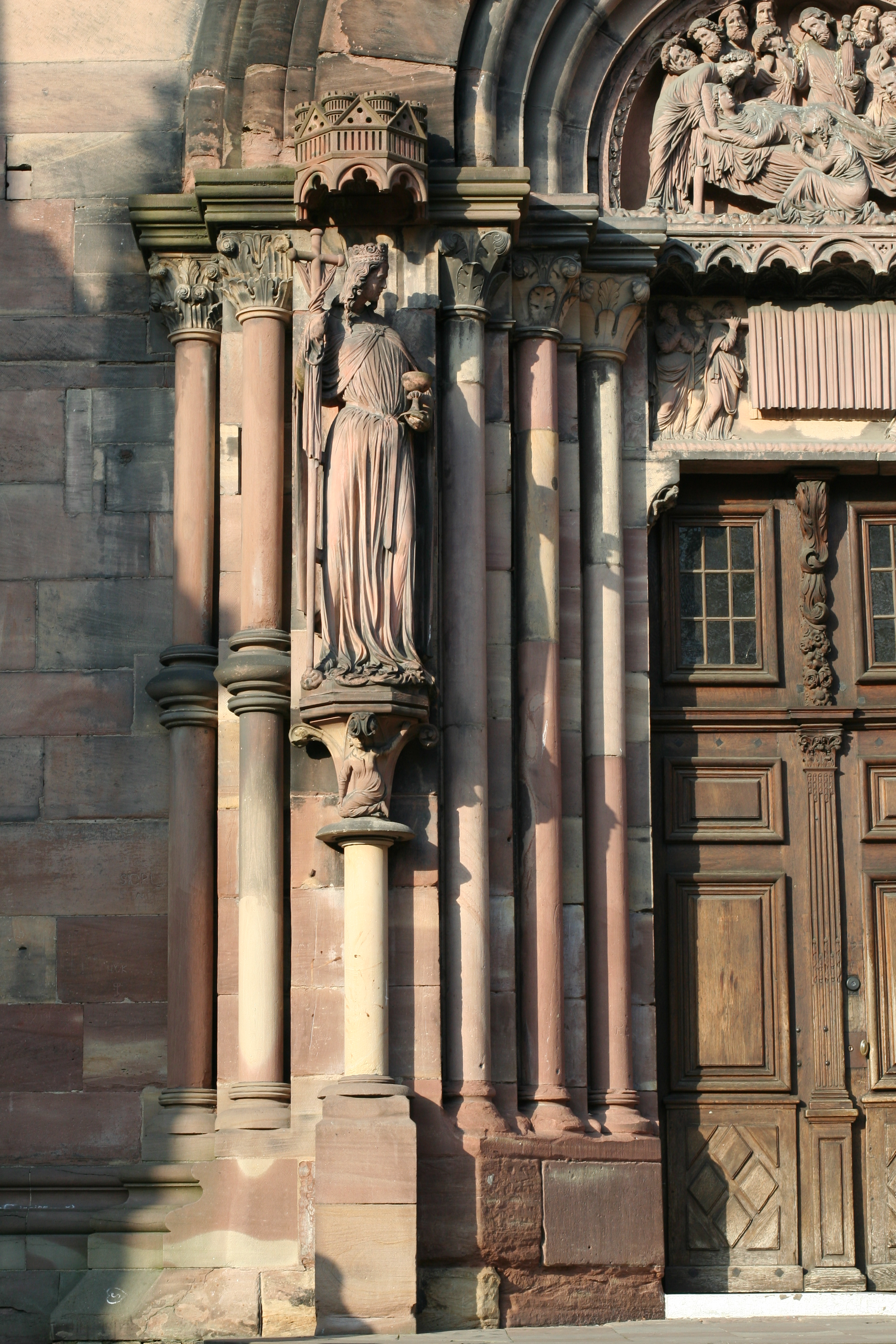
Portal lateral sur, la Iglesia
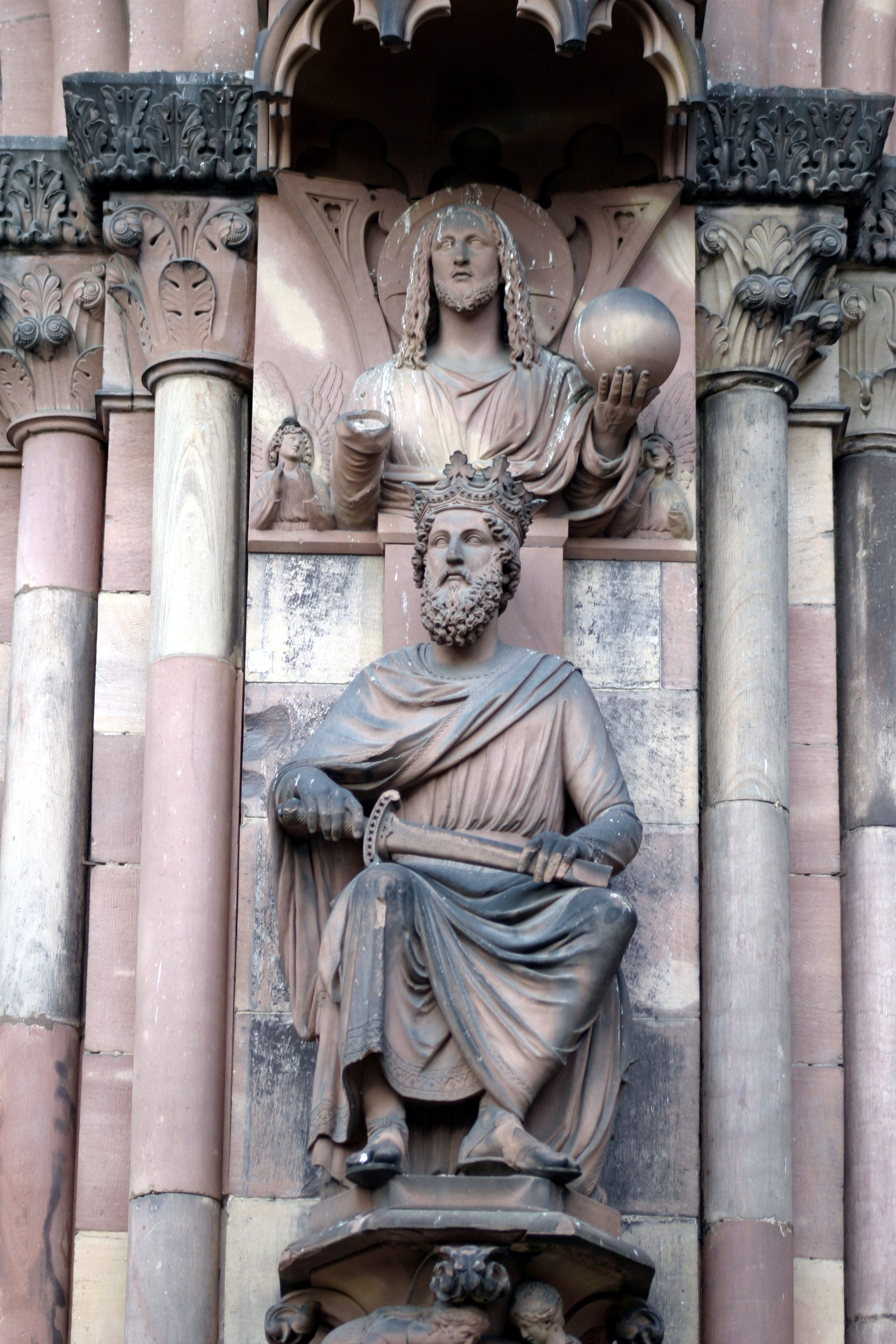
Portal lateral sur, el rey Salomón de Israel
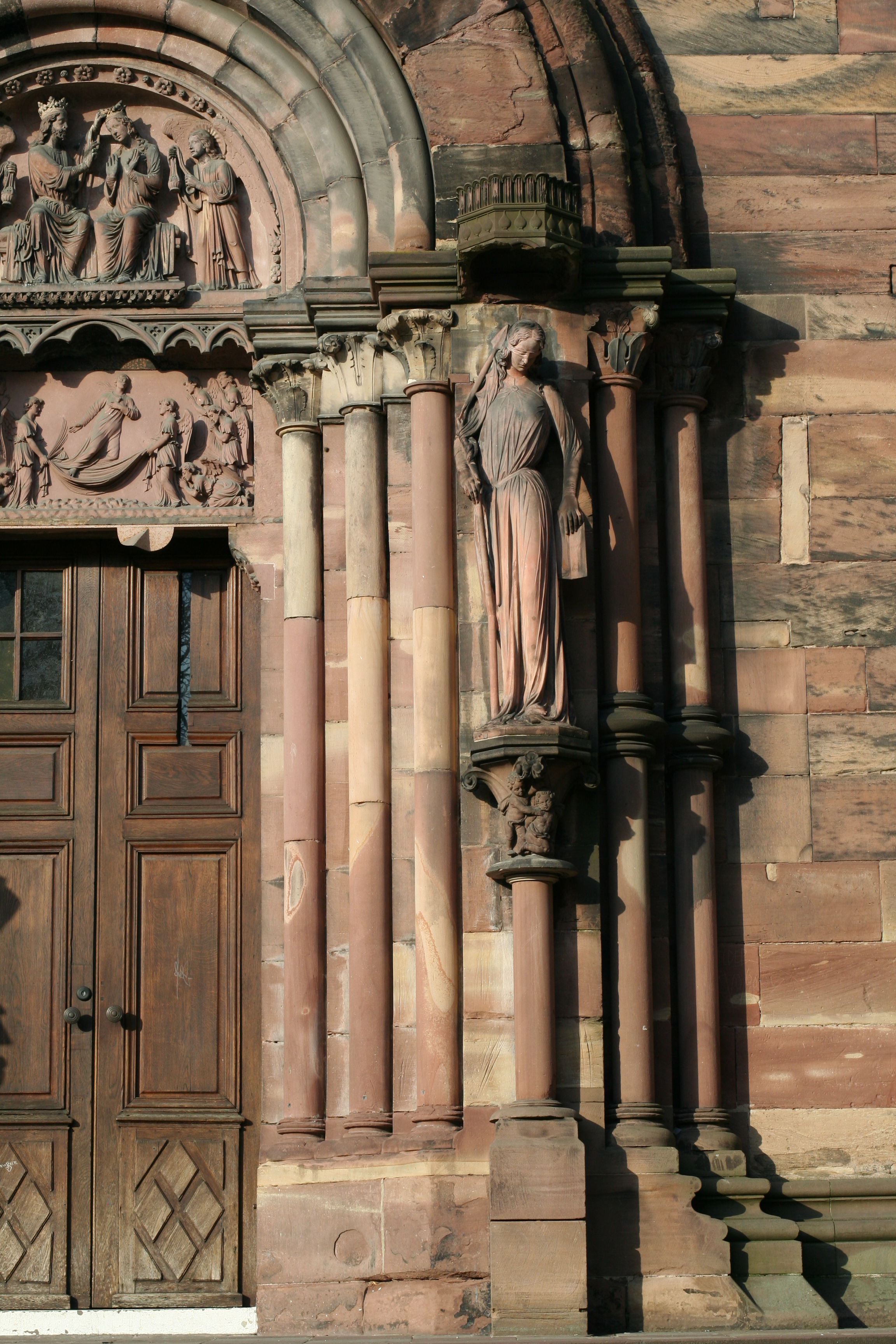
Portal lateral sur, la Sinagoga

### La torre campanario
Con su campanario de 142 metros de altura, fue el edificio más alto del mundo desde 1647 hasta 1874. Siguió siendo la catedral más alta del mundo hasta que en 1876 quedó superada por la Catedral de Ruan.

## Interior

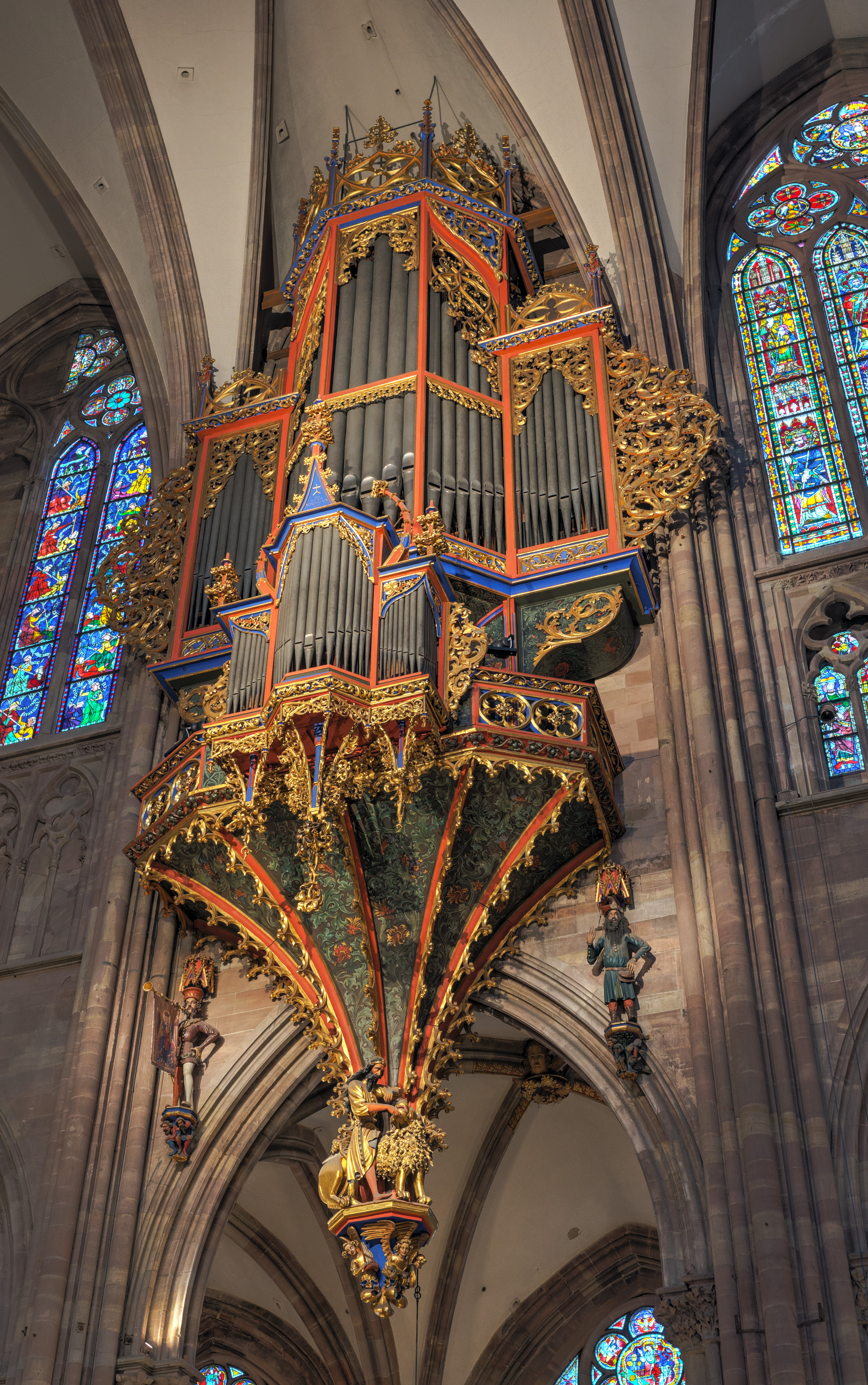
Órgano de la catedral.

### Púlpito

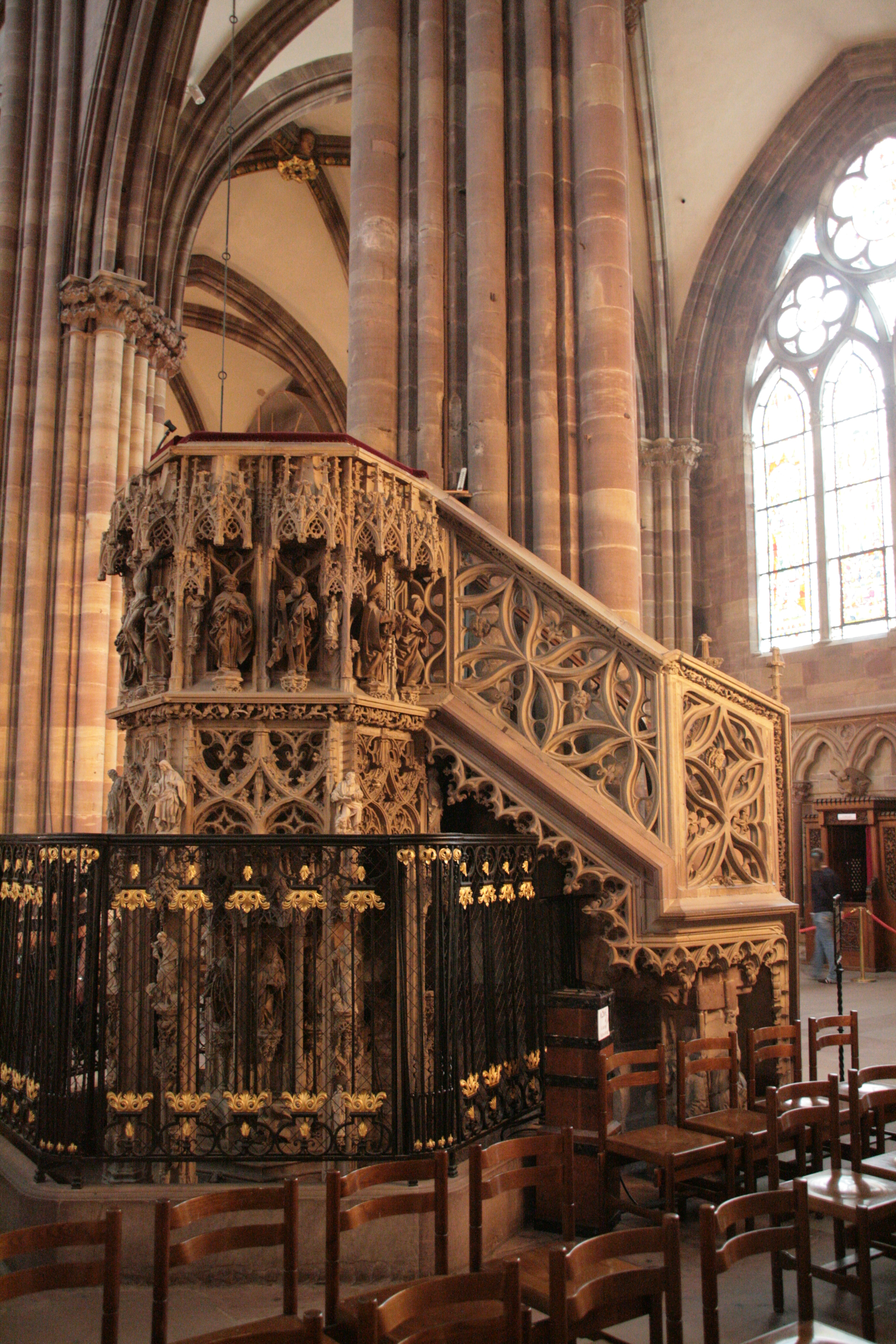
El púlpito.

El púlpito de la catedral es una obra ricamente ornamentada al gusto del estilo gótico flamboyant, en el que una cincuentena de figuras evocan escenas de los apóstoles evangelistas, la crucifixión y de la vida de santa Bárbara. Una pequeña figura surge en el lateral de la escalinata representando un perro en postura de reposo en recuerdo de la costumbre de uno de los predicadores que se hacía acompañar de su mascota en los días de invierno para calentarse los pies durante cada homilía. En el periodo de los equinoccios y en días soleados, los rayos de luz filtrada por las vidrieras proyectan una coloración verde sobre la imagen del Cristo en la cruz.